# 7-й Берлинский международный кинофестиваль
7-й Берлинский международный кинофестиваль проходил с 21 июня по 2 июля 1957 года в Западном Берлине.

## Жюри
- Джей Кармодт (председатель жюри)
- Жан де Баронеселли
- Джон Сутро
- Дальпатал Котари
- Фернальдо Ди Гиамматтео
- Бундзабуро Хаяси
- Мигель Алеман хихо
- Торстен Екланн
- Хосе Мария Ескудери
- Эдмунд Луфт
- Эрнст Шрёдер

## Конкурсная программа
- 12 разгневанных мужчин, режиссёр Сидни Люмет
- 1918, режиссёр Т.Дж. Сярккя
- Кому прощает Бог, режиссёр Хосе Мария Форке
- Буря, режиссёр Хироси Инагаки
- Брахим, режиссёр Жан Флечерт
- И последние станут первыми, режиссёр Рольф Ханзен
- Крутой, режиссёр Салах Абусейф
- Примечательный человек, режиссёр Францис Лаурис
- Счастье, режиссёр Альфонсо Корона Блейк
- Ханг Туа, режиссёр Фани Махумдар
- Будь мне дорог, режиссёр Аннелиз Ховманд
- Йонас, режиссёр Оттомар Домник
- Кабулиец, режиссёр Тапан Синха
- Человек в непромокаемом плаще, режиссёр Жюльен Дювивье
- Окно в луна-парк, режиссёр Луиджи Коменчини
- Приключения Арсена Люпена, режиссёр Жак Беккер
- Мануэла, режиссёр Гай Хэмилтон
- Это бы не напрасно, режиссёр Никола Тановер
- Отцы и сыновья, режиссёр Марио Моничелли
- Девочка из Корфу, режиссёр Яннис Петропулакис
- Кто знает..., режиссёр Роже Вадим
- Последняя пара, беги, режиссёр Альф Шёберг
- Stevnemøte med glemte år, режиссёр Джон Леннарт
- Испанский садовник, режиссёр Филип Ликок
- Чайная церемония, режиссёр Дэниэл Манн
- Заблудившийся автобус, режиссёр Виктор Викас
- Тизок, режиссёр Исмаэль Родригес
- Долина потерянной души, режиссёр Янь Цзюнь
- Женщина в халате, режиссёр Дж. Ли Томпсон

## Награды
- Золотой медведь:
  - 12 разгневанных мужчин, режиссёр Сидни Люмет
- Золотой медведь за лучший короткометражный документальный фильм/фильм о культуре:
  - Далекие люди
- Золотой медведь за лучший полнометражный документальный фильм/фильм о культуре:
  - Секреты жизни
- Серебряный медведь:
- Серебряный медведь за лучшую мужскую роль:
  - Педро Инфанте — Тизок
- Серебряный медведь за лучшую женскую роль:
  - Ивонн Митчел — Женщина в халате
- Серебряный медведь за лучшую режиссёрскую работу:
  - Марио Моничелли — Отцы и сыновья
- Серебряный Медведь — специальный приз за лучший короткометражный документальный фильм или фильм о культуре:
  - 1000 маленьких знаков
  - Блюз большого Билла
  - Плитвицкие озера
- Серебряный Медведь за лучший полнометражный документальный фильм или фильм о культуре:
  - Последний рай
- Серебряный Медведь — специальный приз
  - Кабулиец
  - Кому прощает Бог
- Приз международной ассоциации кинокритиков (ФИПРЕССИ)
  - Женщина в халате
- Приз международной ассоциации кинокритиков — почетное упоминание:
  - Будь мне дорог
- Приз Международной Католической организации в области кино (OCIC):
  - 12 разгневанных мужчин
- Особый приз Международной Католической организации в области кино (OCIC):
  - Женщина в халате